# Roman Pollak
Roman Pollak (ur. 31 lipca 1886 w Jeleśni, zm. 23 lutego 1972 w Poznaniu) – polski historyk literatury, profesor UAM w Poznaniu, badacz literatury staropolskiej, w szczególności polskiego baroku, wraz z jego powiązaniami europejskimi, głównie włoskimi. Najbardziej znany jako badacz dzieła Piotra Kochanowskiego i Torquata Tassa, określany przez Jerzego Starnawskiego jako „historyk literatury konsekwentnie zajmujący się dobą staropolską”.
Pollak był również członkiem założycielem Klubu Sportowego Cracovii w czerwcu 1906, a do 1907 także jego piłkarzem.

## Życiorys
Syn Teodora i Eufemii ze Szczurkiewiczów. W 1905 ukończył VIII klasę i zdał egzamin dojrzałości z odznaczeniem w C. K. Gimnazjum Arcyksiężniczki Elżbiety w Samborze (w jego klasie byli m.in. Mieczysław Małek, Stanisław Porembalski, Bronisław Wiktor). Studiował filologię polską na Uniwersytecie Jagiellońskim w Krakowie (1905–1910), gdzie uczęszczał na zajęcia prowadzone m.in. przez Ignacego Chrzanowskiego, Jana Łosia, Kazimierza Morawskiego, Stanisława Windakiewicza, Wilhelma Bruchnalskiego czy Stanisława Tarnowskiego. Po złożeniu egzaminu nauczycielskiego w 1910 uczył w prywatnym gimnazjum polskim w Orłowej na Śląsku Cieszyńskim.
Po wybuchu I wojny światowej zmobilizowany do armii Austro-Węgier znalazł się na froncie włoskim, wskutek choroby przeniesiony na tyły ukończył tam rozprawę Ze studiów nad „Gofredem” Tassa – Kochanowskiego (...) Część batalistyczna. Była to jego praca doktorska, obroniona w 1917 roku (druk: „Rozprawy Wydziału Filologicznego PAU” 1920). Dr Roman Pollak awansowany na stopień porucznika z 1 pułku Strzelców Podhalańskich w marcu 1919 roku powołany został do tworzącego się uniwersytetu w Poznaniu, z którym odtąd związał się na całe życie. Uczył m.in. w Gimnazjum Marii Magdaleny, zaś słuchaczkami jego wykładów z historii literatury na uniwersytecie były m.in. Natalia Tułasiewicz i Stanisława Przybyszewska.
W październiku 1922 roku uzyskał w Krakowie veniam legendi na podstawie monografii „Goffred” Tassa – Kochanowskiego (druk: „Prace Komisji Filologicznej Poznańskiego Towarzystwa Przyjaciół Nauk”). Od roku 1923 jako docent literatury i języka polskiego wykładał we Włoszech, na Uniwersytecie Rzymskim (do 1929 roku), ponadto do 1933 roku rokrocznie wykładał, wizytował i egzaminował we włoskich ośrodkach polonijnych z ramienia Ministerstwa Wyznań Religijnych i Oświecenia Publicznego. W 1928 roku mianowany profesorem nadzwyczajnym, w 1933 – zwyczajnym. 
We wrześniu 1939 roku zmuszony opuścić Poznań, przeniósł się do Warszawy. Tam zainicjował utworzenie Tajnego Uniwersytetu Ziem Zachodnich (od października 1940), pełnił w nim obowiązki Dziekana Wydziału Humanistycznego (1941), prorektora (1942) i rektora (1943–1945), którą to funkcję sprawował również na Kursach Akademickich w Częstochowie (do 1946). Niezależnie od tych obowiązków organizacyjnych wykładał historię literatury polskiej i kierował studiami polonistycznymi. W czerwcu 1943 r. Pollak został wybrany na rektora UZZ. Ponownie godność rektora została mu powierzona w maju 1944 roku. Na okres jego kadencji przypadł największy terror okupanta. W tych trudnych latach Pollak okazał się prawdziwie wielkim rektorem. Zapewne nie bez wpływu na to była jego żołnierska przeszłość oraz doświadczenie wojenne. Wytrwałą pracą organizacyjną doprowadził do największego w jego krótkich dziejach rozwoju Uniwersytetu (który osiągnął liczbę ponad dwu tysięcy studentów i prawie trzystu wykładowców na Wydziałach: Humanistycznym, Prawnym Teologicznym, Lekarskim, Farmaceutycznym, Rolniczym, Ekonomicznym, i zalążkowym Matematyczno-Przyrodniczym oraz w Instytucie Morskim), a zwłaszcza jego ośrodków zamiejscowych (filii) w Kielcach, Częstochowie, Krakowie, Radomsku, Ostrowcu Świętokrzyskim i Milanówku. Pollak jako rektor sumiennie je wizytował. Pod jego kierownictwem UZZ osiągnął poziom organizacyjny pozwalający na nadawanie stopni magisterskich (od roku 1944), a nawet na przeprowadzenie przewodów doktorskich i habilitacyjnych.
W galerii Rektorów Uniwersytetu im. Adama Mickiewicza (dawniej: Uniwersytetu Poznańskiego) jest jedynym „Rektorem bez togi”, jego portret z lat pełnienia tej godności w czasach wojny pozbawiony jest z przyczyn wiadomych gronostajów i splendoru.
W powojennym Poznaniu kierował odbudową studium filologii polskiej, katedrą literatury staropolskiej i od 1953 roku do przejścia na emeryturę zespołem katedr historycznoliterackich. Działał długie lata w Poznańskim Towarzystwie Przyjaciół Nauk (gdzie m.in. przewodniczył Komisji Filologicznej), był członkiem korespondentem Polskiej Akademii Umiejętności (1935), członkiem Rad Naukowych: Instytutu Badań Literackich PAN, Biblioteki Kórnickiej, Instytutu Zachodniego; komitetów redakcyjnych m.in. „Pamiętnika Literackiego” (1946–1967).

## Dorobek naukowy
Debiutował naukowo w 1910 roku referatem przygotowanym na seminarium Stanisława Windakiewicza „Wojna chocimska” Potockiego a „Gofred” Tassa w przekładzie Kochanowskiego drukowaną w „Bibliotece Warszawskiej” 1910, t. 3.
Jedną z trwałych fascynacji Pollaka było dzieło Tassa, któremu poświęcił rozprawy doktorską i habilitacyjną. Był edytorem i autorem wstępów do wydań w serii „Biblioteki Narodowej” dzieł: Gofred abo Jerusalem wyzwolona, Torquato Tasso; Orland szalony, Lodovico Ariosto; Pamiętniki, Jan Chryzostom Pasek (1955, 1963, 1968, 1971); Dworzanin polski, Łukasz Górnicki (1928, 1954, 1961) czy Opis obyczajów, Jędrzej Kitowicz (1951, 1970). Nadto wydał teksty staropolskie: Walentego Roździeńskiego Officina ferraria (1933, 1936, 1948, 1962), dialog Polak w Śląsko (1935), Marcina Borzymowskiego Morską nawigacyję do Lubeki (1938, 1951, 1972), Listy Krzysztofa Opalińskiego do brata (1957), fraszki Adama Korczyńskiego (1950, 1952, Pollak sporządził odpisy tekstów, które spłonęły w 1944 roku), pamiętnik Salomei Pilsztynowej (1957), utwory: Samuela Twardowskiego (1926, 1955), Jana Smolika (1935), Stanisława Herakliusza Lubomirskiego (1929, 1935, 1953) i wielu anonimów.
Przedruki wybranych przez Romana Pollaka najcelniejszych prac historycznoliterackich znalazły się w dwóch tomach książkowych: Wśród literatów staropolskich (1966) i Od renesansu do baroku(1969).
Przez 15 lat (od 1950 do 1965) kierował pracą zespołu nad trzema tomami staropolskimi Bibliografii literatury polskiej „Nowy Korbut” (1962–1965), redagował również tomy Miscellanów staropolskich z serii „Archiwum Literackiego”. Zmuszony do przejścia na emeryturę (1960) nie zaprzestał prac badawczych, które do dziś są pomnikowym wkładem w historię literatury staropolskiej.

## Śmierć
Zmarł 23 lutego 1972 w Poznaniu, został pochowany na Cmentarzu komunalnym Junikowo (pole 15-2-25).

## Ordery i odznaczenia
- Krzyż Komandorski Orderu Odrodzenia Polski (dwukrotnie: 1937, 1956)
- Krzyż Oficerski Orderu Odrodzenia Polski (9 listopada 1926)[5][6]
- Medal Niepodległości[6]
- Złoty Krzyż Zasługi (31 stycznia 1939)[7]
- Złoty Wawrzyn Akademicki (5 listopada 1938)[8]
- Krzyż Komandorski Orderu Korony Włoch (Włochy)[6]

## Nagrody i wyróżnienia
- księga pamiątkowa Munera litteraria (1962),
- nagroda zespołowa im. A. Brücknera Wydziału I PAN (1965),
- doktorat honoris causa Uniwersytetu im. Adama Mickiewicza w 50-lecie uczelni (1969).

## Upamiętnienie
Jego imieniem nazwano salę C2 w Collegium Novum, a po przeniesieniu w 2007 Wydziału Filologii Polskiej i Klasycznej UAM do nowej siedziby, sali wykładowej nr 220 w Collegium Maius w Poznaniu. Przy salach znajdują się tablice pamiątkowe.